# 第805戦車駆逐大隊
第805戦車駆逐大隊（英語: 805th Tank Destroyer Battalion）は、第二次世界大戦中に活動したアメリカ陸軍の戦車駆逐大隊である。
本大隊は1941年12月15日、対戦車部隊の再編の一環として第105対戦車大隊から編成された。翌年1942年8月にイギリスに移動し、1943年1月にM3 75mm対戦車自走砲を装備して北アフリカ戦線に参戦した。短期間第34歩兵師団（司令官：チャールズ・W・ライダー少将）に所属したが、カセリーヌ峠の戦いのさなかの2月20日に第1機甲師団（司令官：ブルース・マグルーダー少将）隷下となった。同戦闘ではロンメル将軍率いる枢軸国軍に手痛い損害を被る。3月23日、駆逐戦車M10を装備してエル・グェタルの戦いに参加。
1943年10月、牽引砲大隊に転換。対戦車砲M5 3インチ砲と共にイタリアへと渡り、同月25日にナポリに到着した。1944年1月、再び第34歩兵師団隷下となり、ベルンハルト線とモンテ・カッシーノの戦いで師団を支援した。6月、第1機甲師団隷下となる。
1944年夏、駆逐戦車M18を装備。主に間接射撃任務に使用された。北部へと進撃する間も所属部隊を転々とし、1945年4月21日、ボローニャ陥落の日に第34歩兵師団に配属。5月初旬にドイツ・イタリア国境（当時）のブレンナー峠に到着した際には、第88歩兵師団（司令官：ポール・ウィルキンズ・ケンダル隷下となった。

## 参考
- Yeide, Harry (2007). The tank killers: a history of America's World War II tank destroyer force. Casemate. ISBN 978-1-932033-80-9
- US Tank and Tank Destroyer Battalions in the ETO 1944–45, by Steven J. Zaloga. Osprey Publishing, 2005. ISBN 1-84176-798-0
- Tankdestroyer.net (Web based United States tank destroyer forces information resource) Tankdestroyer.net